# Popillia graminea
Popillia graminea är en skalbaggsart som beskrevs av Hermann Julius Kolbe 1894. Popillia graminea ingår i släktet Popillia och familjen Rutelidae. Inga underarter finns listade i Catalogue of Life.